# Cartoon Network (Francia)
Cartoon Network era una rete televisiva gestita dalla Warner Bros. Discovery France. Il canale, oltre che in Francia, veniva trasmesso nei paesi francofoni come Svizzera, Belgio e Lussemburgo, è stata inizialmente lanciata come canale condiviso con TNT.
Il 25 settembre 2024, il canale si è fuso con altri canali Cartoon Network europei per formare Cartoon Network (Europa occidentale).

## Storia

### Anni '90
Il canale TNT Cartoon, che unisce i due brand TNT (dedicato al grande cinema, poi diventato Turner Classic Movies) e Cartoon Network, è stato lanciato sul satellite Astra il 17 settembre 1993. Fin dal suo lancio, TNT Cartoon trasmetteva in chiaro in tutta Europa, specialmente in francese. Questa situazione irritò gli operatori via cavo e definirono la strategia di Ted Turner come concorrenza sleale. Il consiglio superiore dell'audiovisione (CSA) ha quindi tentato invano di vietare la trasmissione del canale sul territorio francese.
Di fronte al successo del satellite gratuito e alla crescita di questo mercato, gli operatori via cavo francesi hanno infine chiesto alla CSA di rivedere la sua decisione e di autorizzarli a trasmettere TNT Cartoon sulle loro reti. Si è poi raggiunto un accordo con i responsabili dell'emittente che hanno deciso di posticipare l'orario di trasmissione dei film dalle 20:00 alle 22:00; alcuni  film francesi sono stati inclusi nella programmazione, come La fossa dei disperati o Fatti bella e taci.
Nel 1995, Hervé Bourges, presidente della CSA, propose ai suoi omologhi europei la creazione di un organismo comune, al fine, da un lato, di sostenere lo sviluppo delle reti multimediali (Internet) e, dall'altro, di regolamentare la diffusione dei canali che trasmettono dall'estero. Questa proposta portò alla direttiva sui servizi di media audiovisivi (AVMS) e poi, nel 2014, alla creazione, da parte della Commissione europea, di un gruppo di regolatori audiovisivi dei diversi stati membri. Il 24 settembre 1997, Cartoon Network ha definitivamente sostituito il nome TNT Cartoon e, nello stesso giorno, è diventato un canale 24/7, liberandosi dello spazio occupato da TNT.

### Anni 2000
Prima del 2000, programmi come Mucca e Pollo, Johnny Bravo, Il laboratorio di Dexter, Io sono Donato Fidato e Leone il cane fifone venivano trasmessi in lingua originale. Fu solo intorno al 2002 che il canale trasmise tutti i suoi programmi doppiati in francese, ma tradizionalmente mantenne le versioni originali on demand (su richiesta).
Similmente a quanto Cartoon Network faceva negli Stati Uniti d'America, Cartoon Network Francia ha iniziato a trasmettere i grandi classici di Hanna-Barbera come Scooby-Doo, I pronipoti, Tom e Jerry, altre serie animate della Warner Bros. Animation o cartoni originali del catalogo di Cartoon Network Studios. Dal 2001, il canale trasmette alcuni anime come Hi Hi Puffy AmiYumi, Fruits Basket, Detective Conan (2007), Naruto o PPG Z - Superchicche alla riscossa (2009). Nel 2002, secondo un sondaggio di Médiamétrie, quasi la metà degli spettatori di Cartoon Network ha più di 18 anni.

### Anni 2010
Nel 2010, i franchise come Tom e Jerry, Looney Tunes e Scooby-Doo furono spostati sul canale gemello Boomerang. Nel frattempo venne lanciato il canale Boing, che rilevò da Cartoon Network tutte le serie degli anni 2000. Nel 2011, Cartoon Network arricchì il suo catalogo con nuove serie come Adventure Time, Regular Show e Lo straordinario mondo di Gumball.
Nel 2012, il videogioco Cartoon Network: Clash of Heroes XL è stato rilasciato in Francia su Xbox 360 e Nintendo 3DS. Sempre nel 2012, Ankama e Cartoon Network hanno raggiunto un accordo per trasmettere le prime due stagioni di Wakfu. A settembre 2013, Turner France ha annunciato nuovi episodi delle serie Ben 10: Omniverse, Dragons: Riders of Berk, Adventure Time, Lo straordinario mondo di Gumball e Regular Show. All'inizio del 2014, dopo un anno di ascolti record, Turner ha annunciato tre nuove serie: Uncle Grandpa, Steven Universe e Clarence. Il 13 maggio 2014, il canale è passato all'alta definizione sul bouquet Canalsat.

### Anni 2020
Il 10 gennaio 2023, a causa della mancanza di un accordo tra il gruppo Canal e Warner Bros. Discovery France, il canale ha abbandonato la piattaforma Canal+, salvo poi tornarci l'11 giugno 2024 offrendo anche il servizio streaming Max.
Il 25 settembre 2024, alle 5:55 del mattino, il feed francese del canale chiude i battenti per formare, assieme ad altri feed europei, Cartoon Network (Europa occidentale).

## Palinsesto

### Palinsesto prima della chiusura
- Abraca
- Adventure Time
- Ben 10
- Ben 10 (serie animata 2016)
- Ben 10 - Forza aliena
- Ben 10: Ultimate Alien
- Ben 10: Omniverse
- Un idolo nel pallone
- Craig
- LEGO Dreamzzz
- Hero Inside
- Hilda
- Jade Armor
- Summer Camp Island - Il campeggio fantastico
- Il principe Ivandoe
- Lo straordinario mondo di Gumball
- I vagabondaggi di Archibald
- The Powerpuff Girls (serie animata 2016)
- LEGO Ninjago
- Uncle Grandpa
- Apple & Onion
- Steven Universe
- Steven Universe Future
- Teen Titans Go!
- Totally Spies! - Che magnifiche spie!
- We Baby Bears - Siamo solo baby orsi
- We Bare Bears - Siamo solo orsi

## Blocchi

### Boomerang

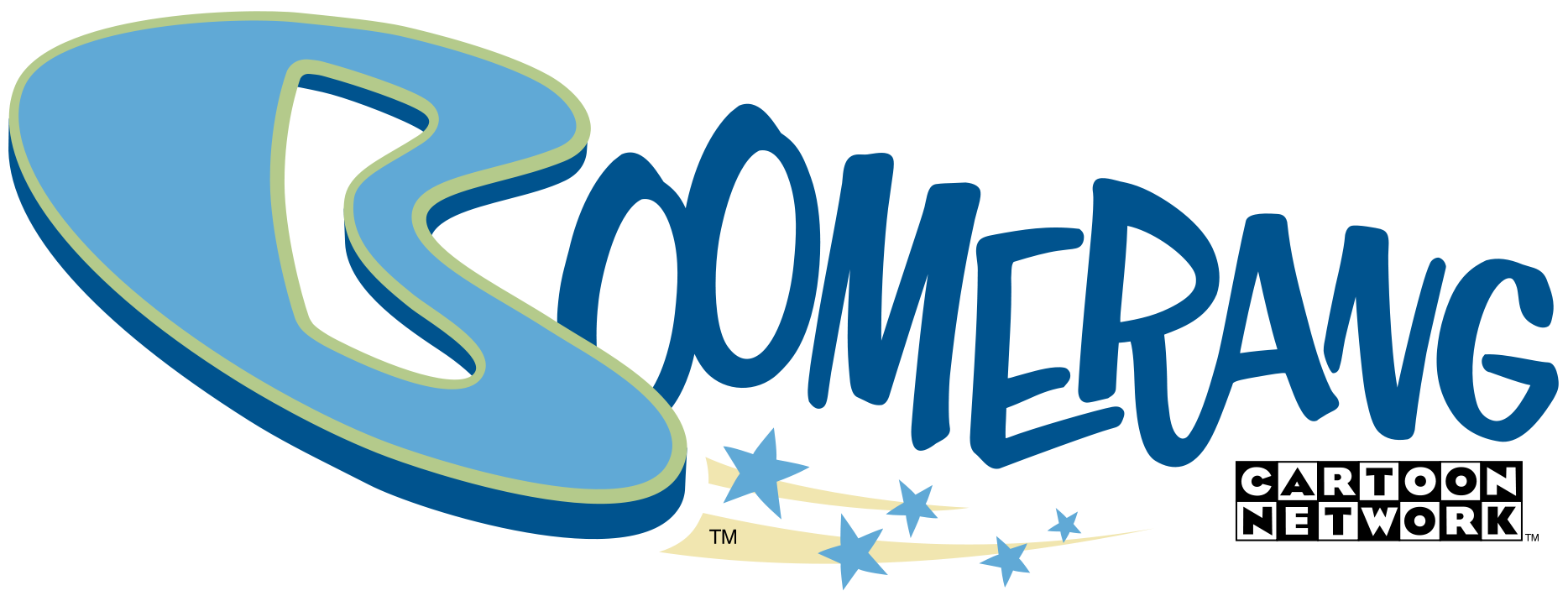
Logo del blocco

Boomerang è stato un blocco dedicato ai cartoni Hanna-Barbera e Metro-Goldwyn-Mayer come Top Cat, The Mask, Scooby-Doo ed altri. Il blocco è andato in onda tra il 2002 e il 2003, finché non è diventato un canale autonomo il 23 aprile dello stesso anno.

### Gumball Network
Gumball Network è stato un blocco dedicato a Lo straordinario mondo di Gumball.

### Cartoon Network Classics
Cartoon Network Classics è stato un blocco contenente programmi come Il laboratorio di Dexter, Regular Show e The Powerpuff Girls.

### Cartoon Network VIP
Cartoon Network VIP è stato un blocco contenente programmi come LEGO Ninjago e Wakfu.

### CINÉ
Inizialmente Cartoon Network Movies, CINÉ è stato un blocco dedicato al cinema e a film adatti a tutta la famiglia. Il blocco è esistito dal 2010 al 2015, dal 2018 al 2022 e dal 2023 alla chiusura del canale nel 2024.

## Loghi

23 agosto 1999 - 19 agosto 2006
19 agosto 2006 - 1° dicembre 2010
In uso dal 1° dicembre 2010